# 将校
将校（しょうこう、officer）は旧日本軍における用語。
士官を意味する欧米語（英語のofficerなど）の訳語として、当初は「士官」が用いられたが、後に「将校」も用いられるようになった。
「将校」は士官の中でも、特に兵科に属し部隊指揮官としての任にある者を指すことがあった。また、陸軍と海軍でも用法が異なっていた。

## 概要
旧日本軍において、少尉以上の階級で（主に戦闘職種たる兵科ではない）衛生・経理等の各部（陸軍呼称）・科（海軍呼称）にある者を「将校相当官」（旧陸軍は1937年（昭和12年）2月にこの「各部将校相当官」を廃し、「各部将校」に改称。旧海軍は敗戦による武装解除に伴う解体に至るまで「将校相当官」制を固持）と称し、兵科にある者と合わせて「将校」ないし「士官」等と総称する。
しかし、陸軍は1937年（昭和12年）まで、海軍は1919年（大正8年）まではあくまで「陸軍武官官等表」および「海軍武官官階表」上において正式には尉官を「士官」、佐官を「上長官」と称していた。その一方で、少尉以上の階級総称を陸軍は「将校」・海軍は「士官」と古くより慣用的に呼称していた側面もある。
なお、陸軍においては兵科・各部の違い、士官候補生・少尉候補者・甲種幹部候補生等出自の違い、部隊指揮官としての任の関係なく士官全てを平等に「陸軍将校」と呼称していた。一方で海軍においては、海軍機関科問題・軍令承行令等に代表される様に、軍人としての出自についての区別（差別）や対立が根強く、海軍兵学校を卒業した兵科の士官のみが「海軍将校」であり、他の「将校相当官たる士官」・「特務士官」は「海軍将校」とはされなかった。
現在の自衛隊においては、「幹部」自衛官が将校に相当する地位および名称である。「将校」という用語は公式には用いていないものの、旧日本陸軍の事実上の後身に相当する陸上自衛隊においては、第35代陸上自衛隊幹部候補生学校長の前田忠男が「（前略）第一線で真に有用な幹部を育成するため、将校は良き戦士たれ、自らの後輩は自ら育てるを要望事項に掲げ（後略）」と発言しているように、「将校」の概念や呼称は依然存在している。